# Yuen-Ron Shen
Yuen-Ron Shen (* 25. März 1935 in Shanghai) ist ein US-amerikanischer Physiker.

## Leben und Werk
Shen studierte an der Nationaluniversität Taiwan mit dem Bachelorabschluss 1956, an der Stanford University mit dem Masterabschluss 1959 und wurde 1963 an der Harvard University in Festkörperphysik bei Nicolaas Bloembergen promoviert. Ab 1964 war er Assistant Professor und ab 1970 Professor für Physik an der University of California, Berkeley. Seit 2007 ist er dort Professor emeritus.
Er ist bekannt für Arbeiten in nichtlinearer Optik (in der er in den 1960er Jahren Selbstfokussierung studierte) und die Einführung verschiedener spektroskopischer Methoden für die Festkörperphysik, Oberflächenphysik und Molekülphysik wie die Verwendung der Summenfrequenzerzeugung (Summenfrequenzspektroskopie) und Frequenzverdopplung (Second Harmonic Generation) zum Studium von Oberflächen und Grenzflächen. Er initiierte die Anwendung nichtlinearer Optik auf Flüssigkristalle. In jüngster Zeit wandte er Summenfrequenzerzeugung zum Studium der Chiralität von Molekülen an (Chiral Microscopy) und untersuchte Nanostrukturen, Plasmonik und Metamaterialien mit optischer Spektroskopie.
Er ist US-amerikanischer Staatsbürger.

## Mitgliedschaften und Ehrungen
- 1975 und 1981 Miller Professor in Berkeley
- 1983 DOE Award for Outstanding Scientific Accomplishments in Solid State Physics
- 1984 Humboldt-Forschungspreis
- 1986 Charles Hard Townes Award
- 1992 Arthur-L.-Schawlow-Preis für Laserphysik für seine grundlegenden Beiträge zur nichtlinearen Optik und Spektroskopie, insbesondere für seine Entdeckungen der strukturellen Eigenschaften von Oberflächen, Grenzflächen und Flüssigkristallen über die optische Wechselwirkung zweiter Ordnung[4].
- 1996 Max-Planck-Forschungspreis
- 1998 Frank Isakson Preis für Festkörperoptik der American Physical Society

Shen ist Ehrendoktor der Chiao-Tung-Nationaluniversität in Taiwan und der Hong Kong University of Science and Technology und Ehrenprofessor an der Zhejiang-Universität.
Er ist Fellow der American Physical Society, der Optical Society of America, der National Academy of Sciences (1995), der American Association for the Advancement of Science und der American Academy of Arts and Sciences (1990). Außerdem ist er Mitglied der Academia Sinica in Taiwan und der Chinese Academy of Sciences.
1966 bis 1968 war er Sloan Fellow und 1972 bis 1973 Guggenheim Fellow.

## Schriften
- The principles of nonlinear optics, Wiley 2002
- Herausgeber mit Robert W. Boyd, Svetlana Lukishova Self focusing: past and present, Springer Verlag 2008